# Ben McDonald
Benjamin McDonald (* 20. Juli 1962 in Long Beach) ist ein ehemaliger US-amerikanischer Basketballspieler.

## Laufbahn
McDonald wechselte 1980 von der Long Beach Polytechnic High School an die University of California, Irvine (UC Irvine). In 114 Spielen zwischen 1980 und 1984 erzielte der 2,03 Meter messende Flügelspieler 1512 Punkte (13,3/Spiel) und setzte sich damit auf den zweiten Rang in der Korbjägerliste der Hochschulmannschaft. In späteren Jahren wurde er von mehreren Spielern überholt. Des Weiteren kam McDonald auf 5,9 Punkte je Begegnung, sein Gesamtwert von 426 Korbvorlagen bedeutete zum damaligen Zeitpunkt die Höchstanzahl in der Geschichte UC Irvines, auch diese Zahl wurde später von anderen Spielern überboten. Gleiches galt für McDonalds 123 Ballgewinne, mit denen er an erster Stelle stand, als er die Hochschule 1984 verließ und ins Profigeschäft wechselte.
Die Cleveland Cavaliers riefen McDonald beim NBA-Draftverfahren im Jahr 1984 an 50. Stelle (dritte Auswahlrunde) auf. Sein erster Verein als Berufsbasketballspieler wurde jedoch der spanische Erstligist Collado Villalba, für den er in der Saison 1984/85 im Schnitt 22 Punkte und 6 Rebounds erzielte. Auch das Spieljahr 1985/86 begann McDonald in Spanien, stand bei Magia Huesca unter Vertrag. Anfang März 1986 wurde er von den Cleveland Cavaliers verpflichtet. Bis zum Saisonende 1985/86 stand er in 21 NBA-Spielen auf dem Feld und kam auf Mittelwerte von 2,9 Punkten und 1,8 Rebounds je Begegnung. Von 1986 bis September 1988 stand McDonald bei den Golden State Warriors unter Vertrag, dann wechselte er zu Hapoel Holon nach Israel. Insgesamt bestritt er in der NBA 186 Spiele, seine beste Punktausbeute erreichte McDonald in der US-Liga in der Saison 1987/88, als er für Golden State im Durchschnitt 7,6 Punkte pro Begegnung verbuchte.
McDonald spielte in der Saison 1989/90 bei Real Madrid, brachte es in zehn Spielen der Liga ACB auf 8 Punkte und 4 Rebounds im Schnitt. Er war fortan wieder in seinem Heimatland beschäftigt, bestritt 1990/91 in der Continental Basketball Association (CBA) 40 Spiele für die Albany Patroons und 15 für die San Jose Jammers. 1991/92 trug er in derselben Liga in 20 Partien das Trikot der Mannschaft Oklahoma City Cavalry.
Der deutsche Bundesligist MTV Gießen nahm den US-Amerikaner im Vorfeld des Spieljahres 1992/93 unter Vertrag. Mit den Mittelhessen erreichte McDonald in der Saison 1992/93 das Bundesliga-Viertelfinale. Er wechselte nach Porto, kam aber Ende September 1993 nach Gießen zurück und stieß mit dem MTV wie in der Vorsaison in der Bundesliga in die Runde der besten acht Mannschaften vor. Insgesamt kam McDonald für Gießen in den Spieljahren 1992/93 und 1993/94 auf 59 Einsätze mit Mittelwerten von 15,9 Punkten und 6,5 Rebounds.
1996/97 war McDonald an der California State University, Dominguez Hills Assistenztrainer und war ab 1996 gleichzeitig Lehrer in Long Beach. Von 2001 bis 2004 gehörte er als Assistenztrainer zum Stab der Indiana University, war insbesondere für Übungseinheiten mit Spielern der Innenposition verantwortlich. Zwischen 2008 und 2014 arbeitete McDonald als Co-Trainer der Erie BayHawks in der NBA Development League (später NBA G League). Zur Saison 2014/15 wechselte McDonald innerhalb der Liga zu den Reno Bighorns, war auch dort Co-Trainer.